# Starbåt i segling vid olympiska sommarspelen 1980
Starbåt i segling vid Moskva-OS 1980 avgjordes 21–29 juli 1980 i Tallinn.

### Daglig ställning

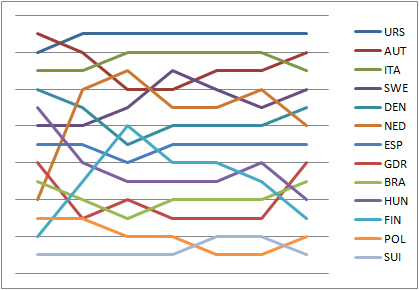
En graf som visar de dagliga ställningarna i starbåt vid olympiska sommarspelen 1980.

## Medaljörer
| Event   | Guld                                               | Silver                                 | Brons                                |
| Starbåt | Sovjetunionen Valentin Mankin Aleksandr Muzychenko | Österrike Hubert Raudaschl Karl Ferstl | Italien Giorgio Gorla Alfio Peraboni |

## Resultat
| Plac. | Styrman (Land)               | Besättning           | Lopp I | Lopp I | Lopp II | Lopp II | Lopp III | Lopp III | Lopp IV | Lopp IV | Lopp V | Lopp V | Lopp VI | Lopp VI | Lopp VII | Lopp VII | Totalt- poäng | Totalt -1 |
| Plac. | Styrman (Land)               | Besättning           | Plac.  | Poäng  | Plac.   | Poäng   | Plac.    | Poäng    | Plac.   | Poäng   | Plac.  | Poäng  | Plac.   | Poäng   | Plac.    | Poäng    | Totalt- poäng | Totalt -1 |
| ----- | ---------------------------- | -------------------- | ------ | ------ | ------- | ------- | -------- | -------- | ------- | ------- | ------ | ------ | ------- | ------- | -------- | -------- | ------------- | --------- |
| 1     | Valentin Mankin (URS)        | Aleksandr Muzytjenko | 2      | 3,0    | 1       | 0,0     | 1        | 0,0      | 5       | 10,0    | 1      | 0,0    | 6       | 11,7    | 7        | 13,0     | 37,7          | 24,7      |
| 2     | Hubert Raudaschl (AUT)       | Karl Ferstl          | 1      | 0,0    | 4       | 8,0     | DSQ      | 20,0     | 3       | 5,7     | 2      | 3,0    | 1       | 0,0     | 9        | 15,0     | 51,7          | 31,7      |
| 3     | Giorgio Gorla (ITA)          | Alfio Peraboni       | 3      | 5,7    | 3       | 5,7     | 3        | 5,7      | 4       | 8,0     | 4      | 8,0    | 2       | 3,0     | 6        | 11,7     | 47,8          | 36,1      |
| 4     | Peter Sundelin (SWE)         | Håkan Lindström      | 6      | 11,7   | 5       | 10,0    | 5        | 10,0     | 1       | 0,0     | 5      | 10,0   | 7       | 13,0    | 2        | 3,0      | 57,7          | 44,7      |
| 5     | Jens Hakon Christensen (DEN) | Morten Nielsen       | 4      | 8,0    | 7       | 13,0    | 12       | 18,0     | 2       | 3,0     | 6      | 11,7   | 5       | 10,0    | 1        | 0,0      | 63,7          | 45,7      |
| 6     | Boudewijn Binkhorst (NED)    | Kobus Vandenberg     | 10     | 16,0   | 2       | 3,0     | 2        | 3,0      | 11      | 17,0    | 3      | 5,7    | 3       | 5,7     | 10       | 16,0     | 66,4          | 49,4      |
| 7     | Antonio Gorostegui (ESP)     | Jose Benavides       | 7      | 13,0   | 8       | 14,0    | 7        | 13,0     | 6       | 11,7    | 7      | 13,0   | 4       | 8,0     | 12       | 18,0     | 90,7          | 72,7      |
| 8     | Wolf-Eberhard Richter (GDR)  | Olaf Engelhardt      | 8      | 14,0   | 13      | 19,0    | 6        | 11,7     | 13      | 19,0    | 10     | 16,0   | 9       | 15,0    | 4        | 8,0      | 102,7         | 83,7      |
| 9     | Eduardo de Souza Ramos (BRA) | Peter Erzberger      | 9      | 15,0   | 11      | 17,0    | 8        | 14,0     | 8       | 14,0    | 9      | 15,0   | 11      | 17,0    | 5        | 10,0     | 102,0         | 85,0      |
| 10    | György Holovits (HUN)        | Tamás Holovits       | 5      | 10,0   | 12      | 18,0    | 9        | 15,0     | 7       | 13,0    | 12     | 18,0   | 8       | 14,0    | 11       | 17,0     | 105,0         | 87,0      |
| 11    | Peter Tallberg (FIN)         | Mathias Tallberg     | 12     | 18,0   | 6       | 11,7    | 4        | 8,0      | 12      | 18,0    | 11     | 17,0   | 10      | 16,0    | 13       | 19,0     | 107,7         | 88,7      |
| 12    | Tomasz Holc (POL)            | Zbigniew Malicki     | 11     | 17,0   | 10      | 16,0    | 10       | 16,0     | 9       | 15,0    | DNF    | 20,0   | DNF     | 20,0    | 3        | 5,7      | 109,7         | 89,7      |
| 13    | Jean-Claude Vuithier (SUI)   | Heinz Maurer         | 13     | 19,0   | 9       | 15,0    | 11       | 17,0     | 10      | 16,0    | 8      | 14,0   | DSQ     | 20,0    | 8        | 14,0     | 115,0         | 95,0      |